# Тадеуш Шетцель
Тадеуш Шетцель (пол. Tadeusz Schaetzel; 12 березня 1891, Бережани — 26 червня 1971, Лондон) — польський офіцер військової розвідки, дипломат і політик, активіст руху «Прометей», полковник артилерії Війська Польського, Депутат польського парламенту 4-го скликання, заступник голови Сейму.

## Біографія
Син Станіслава (1856—1941) — адвоката, депутата Галицького парламенту та мера Бережан, і Пауліни, уродженої Сочанік (1870—1943). Його брати і сестри: Станіслав (1888—1955, спеціаліст з економічного права, працівник нафтової промисловості, викладач), Влодзимеж (1889—1948) та Марія (1890–?).
Був активним учасником Академічного туристичного клубу у Львові. Під час Першої світової війни в Легіонах начальник штабу Верховного штабу 3 (КН-3) Польської військової організації в Києві.
Після відновлення незалежності Польщі в 1919 році був призначений у штаб головнокомандувача на посаду начальника розвідувального відділу по Росії у другому управлінні Генерального штабу. У 1922 році з таємною місією прибув до Швейцарії до турецького генерала Ісмета Іненю (пізніше президент Туреччини після смерті Кемаля Ататюрка). У 1922—1923 роках був начальником відділу діловодства у другому відділі Генерального штабу. 2 листопада 1923 року зарахований до 8-го польового артилерійського полку в Плоцьку з одночасним відрядженням на однорічний курс перепідготовки у Вищу військову школу у Варшаві. 31 березня 1924 року йому було присвоєно звання підполковника. 15 жовтня 1924 року після закінчення курсу та отримання диплому офіцера Генерального штабу був призначений у розпорядження міністра військових справ. 1 грудня 1924 року був призначений військовим аташе в польській міссії в Анкарі. 1 жовтня 1926 року призначений начальником 2-го відділу Генерального штабу. Редагував журнал «Niepodległość». 1 січня 1929 року йому було присвоєно звання полковника. 31 січня 1930 року переведений до запасу.
Після залишення військової служби розпочав дипломатичну карьєру. З 1 лютого 1929 року був тимчасовим радником міністрів у п'ятому рангу. З 1 березня цього року служив у посольстві Республіки Польща в Парижі як тимчасовий радник посольства, титульний надзвичайний посланник та повноважний міністр 3-го класу. 30 січня 1930 року йому було присвоєно звання надзвичайного посланника та повноважного міністра 2-го класу в 4-му службовому званні. З 1 травня по 18 грудня 1930 року очолював кабінет президентів Ради міністрів Валерія Славека та Юзефа Пілсудського. У 1930 році за списком Безпартійного блоку співпраці з урядом обраний до сейму Республіки Польща третього скликання, але відмовився від мандату. З 1 січня 1931 року — начальник Східного департаменту Міністерства закордонних справ. Згодом заступник директора політичного департаменту Міністерства закордонних справ (1934—1935). У 1935—1938 роках депутат Сейму 4-го скликання від Бережанського району (переобраний за списком Безпатрійного блоку співпраці з урядом, він не приєднався до Табору національного єднання), заступник голови Сейму.
Після радянського вторгнення до Польщі 17 вересня 1939 року він перетнув румунський кордон, інтернований у Румунії у 1939—1944 роках, супроводжував Юзефа Бека. У серпні 1944 року виїхав до Туреччини, потім до Єгипту.
З 1947 року в еміграції у Великій Британії, співорганізатор Лондонського інституту імені Юзефа Пілсудського та Ліги незалежності Польщі, з 1957 року — президент її Вищої ради. У 1949 році він відновив групу «Прометей», якою він керував.
Помер 26 червня 1971 року в Лондоні. Похований на лондонському цвинтарі Саут-Ілінг.